# Astralis
Astralis — данська кіберспортивна організація. Найбільш відомі своєю командою Counter-Strike: Global Offensive, у них також є команди, які представляють інші ігри, такі як FIFA та League of Legends. Батьківською групою Astralis є «Astralis Group», яка раніше керувала Origen і Future F.C. до злиття всіх команд під брендом Astralis.

## Counter-Strike: Global Offensive
19 січня Astralis вийшли на ELEAGUE Major в США, груповий етап проходив в Атланті, а плей-оф у Бостоні. Astralis, будучи попередніми головними чемпіонами ELEAGUE, прагнули вибороти титул і чудово розпочати 2018 рік після вдалого пробігу в попередньому році. Однак все пішло не так, як очікувалося, оскільки вони розпочали турнір з поразки від Mousesports. Датчани опинилися в досить важкій ситуації, але зуміли наздогнати, вигравши у другій грі у своїх старих суперників Норт у класичному данському дербі. На третій день турніру Fnatic засмутив їх, оскільки шведи не залишили їм жодних втрат під час групового етапу, щоб пройти кваліфікацію. Зрештою, Astralis вилетіли після несподіваної поразки від Cloud9, команди, яка згодом виграла мейджор після перемоги у гранд-фіналі найкращих з трьох проти фаворитів турніру, FaZe Clan.
У лютому Kjaerbye несподівано покинув Astralis, щоб приєднатися до North. Astralis залишилися боротися за п'ятого гравця, але, на щастя, через кілька днів вони змогли підписати Еміля «Magisk» Рейфа. Це означало б початок астрономічного підйому на вершину та панування над сценою Counter-Strike. Після чвертьфінального фінішу на StarSeries S4 і поразки в півфіналі на IEM Katowice 2018 вони досягли вершини після вражаючого виступу на DreamHack Marseille 2018, переконливо обігравши FaZe Clan, Fnatic і Natus Vincere на шляху до титулу. Незважаючи на те, що вони програли FaZe Clan у великому фіналі після вузького рахунка 3-0 кращих з п'яти серій на IEM Sydney 2018, вони повернулися на ESL Pro League Season 7 Finals, швидко перемігши FaZe Clan і перемігши Team Liquid з рахунком 3–1, щоб отримати трофей. Вони продовжили своє домінування з трофеями на ECS Season 5 Finals і ELEAGUE CS: GO Premier 2018, програвши в півфіналі Natus Vincere на ESL One: Cologne 2018 між ними.
У січні 2022 року magisk, dupreeh і zonic покинули Astralis і підписали Team Vitality.
31 січня 2022 року Бубзкджі був звільнений від свого 18-місячного контракту з Astralis. Більшу частину свого перебування в Astralis він був на лаві запасних і грав кілька карт, що призвело до відштовхування з боку спільноти. Бубзкджі описав внутрішню ситуацію як «застрягла в боротьбі між гравцями та організацією. Можливо, організація хотіла, щоб я грав і бачив у мені майбутнє, оскільки я був наймолодшим, а команда хотіла дати спробу старій п'ятірці оскільки вони так багато виграли — і я повністю поважав це. Це означало, що я застряг, оскільки не хотів боротися з організацією, а також не хотів битися з командою, і зробив те, що від мене просили. обидві сторони.» Бубзкджі продовжив працювати на данську телекомпанію TV2. Він отримував пропозиції від різних команд, але вирішив не брати участь у змаганнях. Він не виключив повернення до змагань на невизначений термін.
22 лютого Асгер «⁠Farlig⁠» Дженсен був підписаний як новий основний AWPer, Lucky сидів на лавці запасних.
27 жовтня 2022 року, device повертається в Astralis.

### Основний склад
| Данія  | HooXi  | Расмус Нільсен   |       |       |             |
| Данія  | device | Ніколай Рідтц    |       |       |             |
| Данія  | stavn  | Мартін Лунд      | Данія | jabbi | Якоб Нюгард |
| Данія  | Staehr | Вiктор Штер      |       |       |             |
| Тренер |        |                  |       |       |             |
| Данія  | casle  | Пітер Арденшельд |       |       |             |